# Google Glass

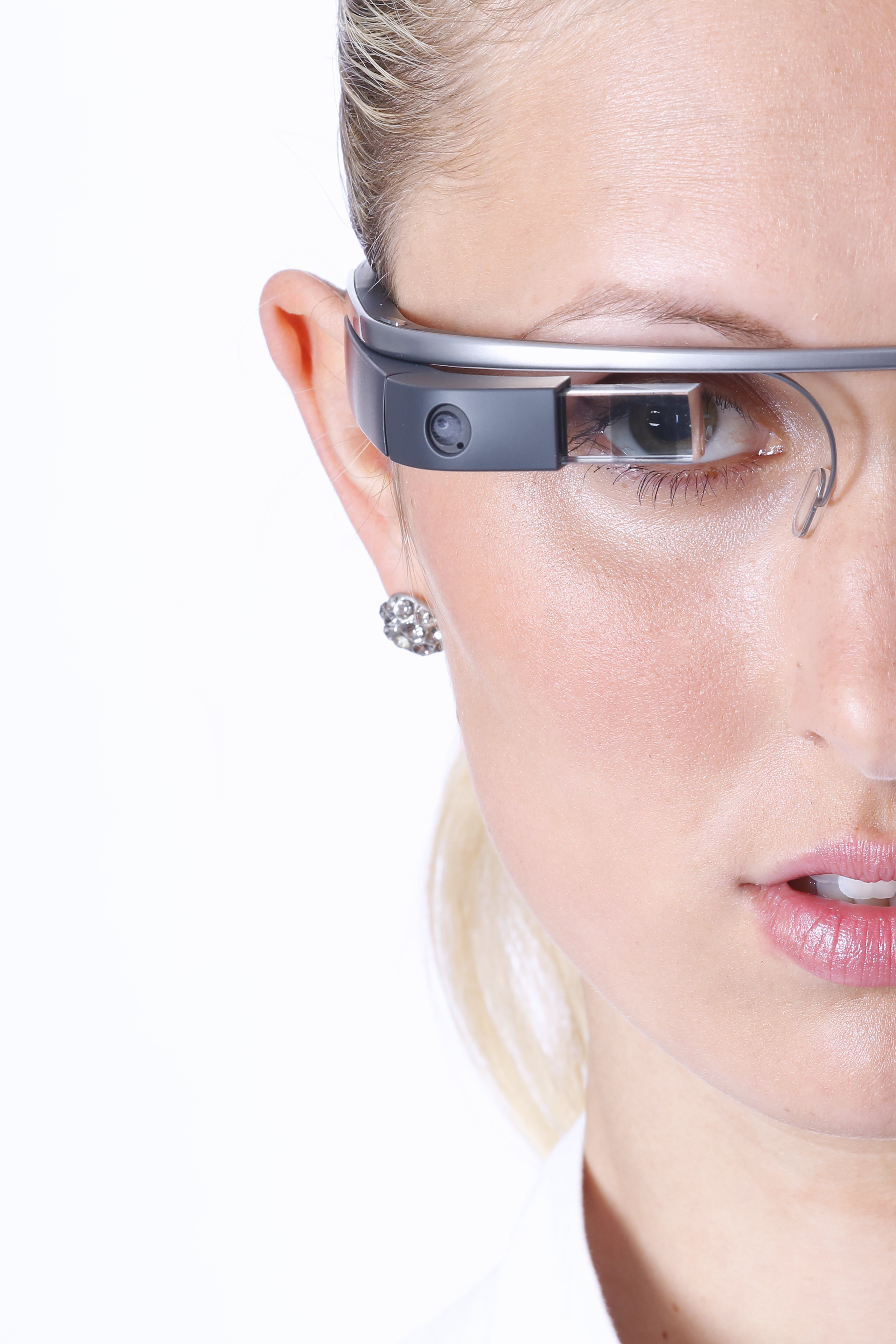
Google Glass (Explorer Edition 2014), erhöht vor dem Auge das Mini-Display, daneben die Kamera. Im hier nicht sichtbaren, daran anschließenden Bügel zum Ohr hin befinden sich v. a. der Computer und die Batterie.

Google Glass ist der Markenname eines am Kopf getragenen Miniaturcomputers des US-amerikanischen Unternehmens Google LLC. Das Produkt wird der Klasse der Wearables (Wearable Computing) zugeordnet. Auszeichnend für dieses Gerät ist das optische Display, das in der Peripherie des Sichtfeldes auf einem Brillenrahmen montiert ist und daher auch als Peripheral Head-Mounted Display (PHMD) bezeichnet wird. Entgegen der Populärliteratur handelt es sich hierbei genau genommen nicht um ein Head-up-Display (HUD), wenn man dessen ursprünglicher Definition der NASA folgt, da (1) die Wahrnehmung der Informationen unabhängig von der Kopfposition ist und (2) Informationen auch nur über den Umweg der Kamerawiedergabe augmentiert werden können. Im medientheoretischen Zusammenhang gehört die Technik zur nicht-immersiven erweiterten Realität (englisch augmented reality).
Neben der Anzeige von Informationen auf dem Display können Informationen auch mit dem aufgenommenen Bild der internen Digitalkamera kombiniert werden. Dazu können Daten aus dem Internet bezogen und versendet werden. Während Google Glass für manche IT-Experten einen technischen Meilenstein darstellt, erkennen Datenschützer darin Gefährdungen für die Privatsphäre beobachteter Personen. Die Brille könnte unauffällig die Umgebung des Trägers ausspähen und Aufzeichnungen aller Nutzer auf Google-Server übertragen.

## Entwicklung
Google Glass ist ein aus dem Forschungsprojekt Google Project Glass hervorgegangenes Produkt, das in der Google-X-Sparte des Unternehmens unter Sergey Brin entwickelt wurde. Es wechselte im Jahr 2019 von der Alphabet-Holding in die AR/VR-Abteilung von Google.
Der Name Glass bezieht sich auf das Glasprisma, das die Informationen in das Sichtfeld des Benutzers einblendet. Im englischen Sprachraum wird Glass manchmal fälschlich als Glasses (Brille) bezeichnet. Google-Chef Larry Page erklärt den Singular Glass so:

“It’s only Glass because it’s only on one side.”

„Es heißt nur Glass, weil es nur auf einer Seite ist.“

Auch der deutsche Begriff „Datenbrille“ ist irreführend. Zwar wurden Prototypen mit einem Brillenrahmen verschraubt, doch kann das Gerät auch auf Korrektions-, Sonnen- oder Sportbrillen befestigt werden. Damit wird das Sichtfeld des einen Auges nur zu einem kleinen Teil abgedeckt.

Google beantragte auch ein Patent für eine Kontaktlinsen-Kamera – als Alternative zur bisherigen Bauform.

Google Glass, Explorer Edition
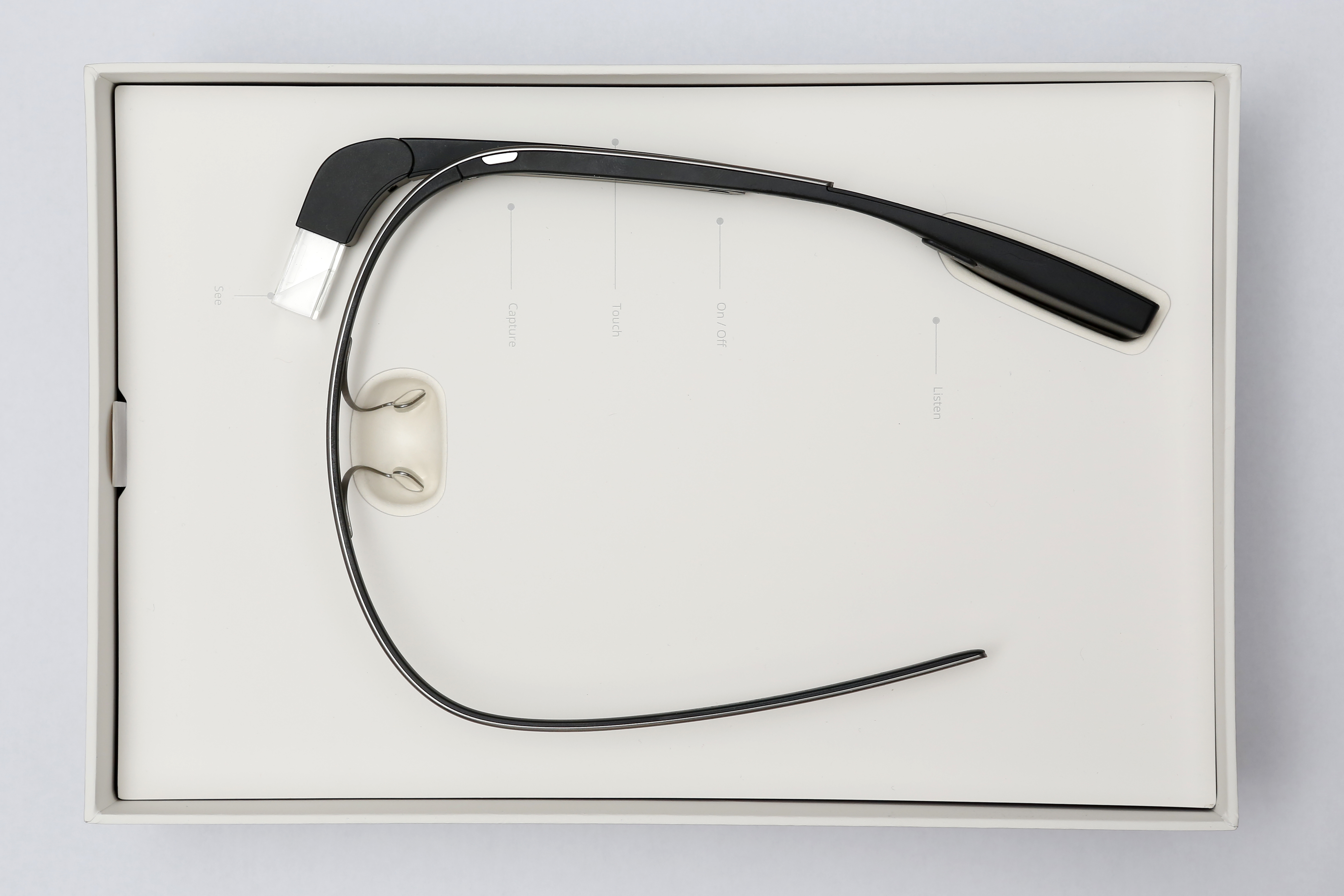
Verpackungsinhalt
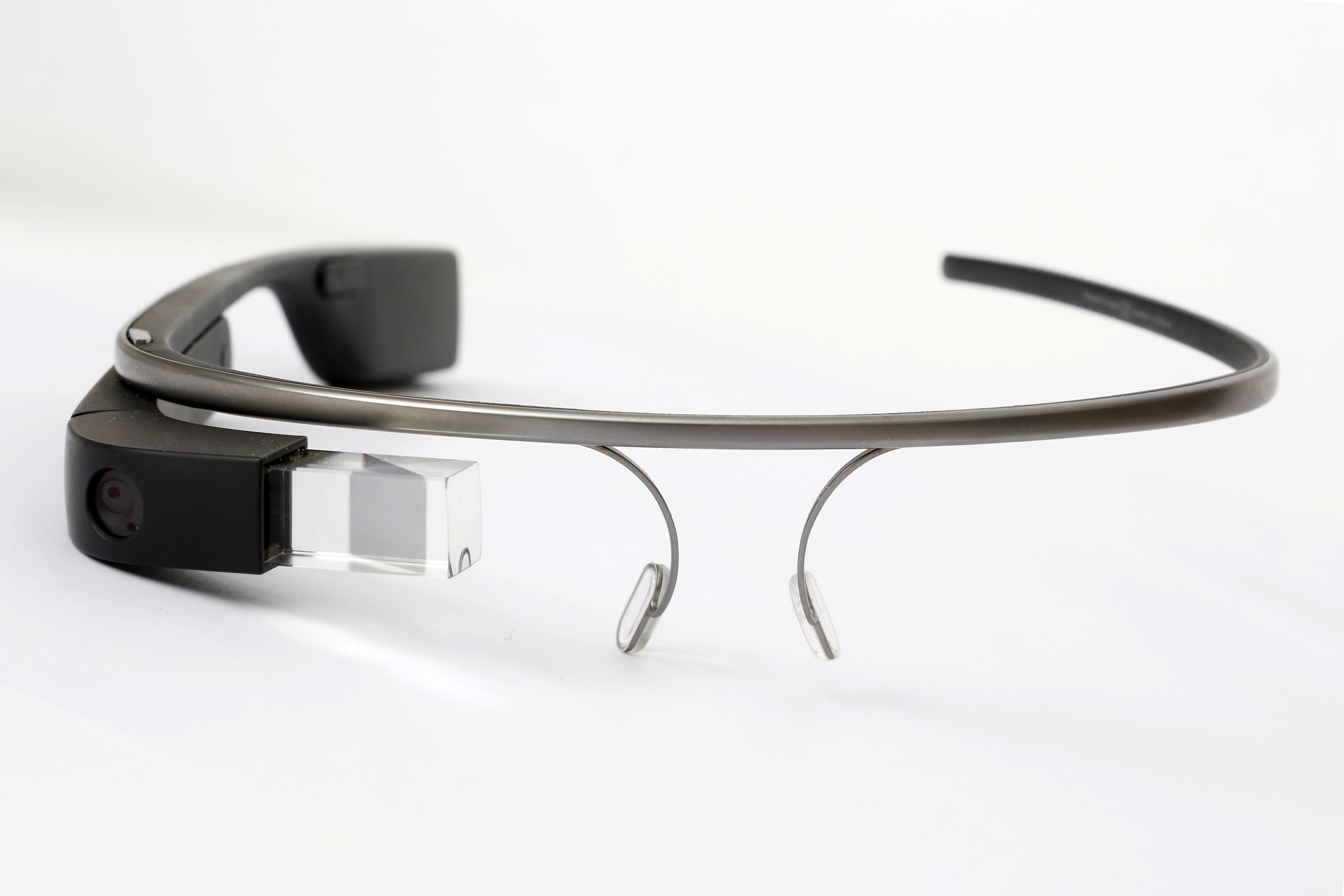
Vorderansicht
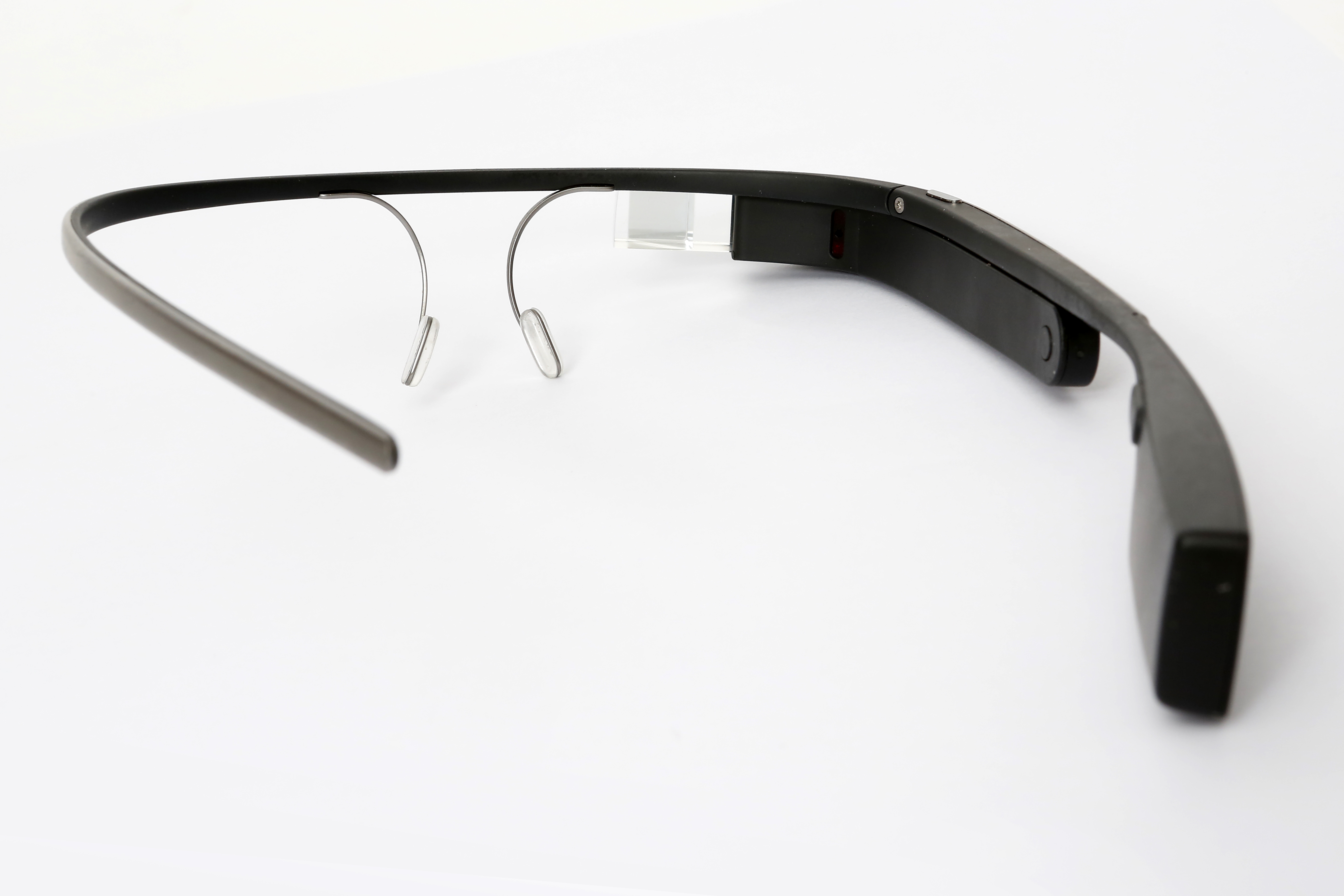
Rückansicht
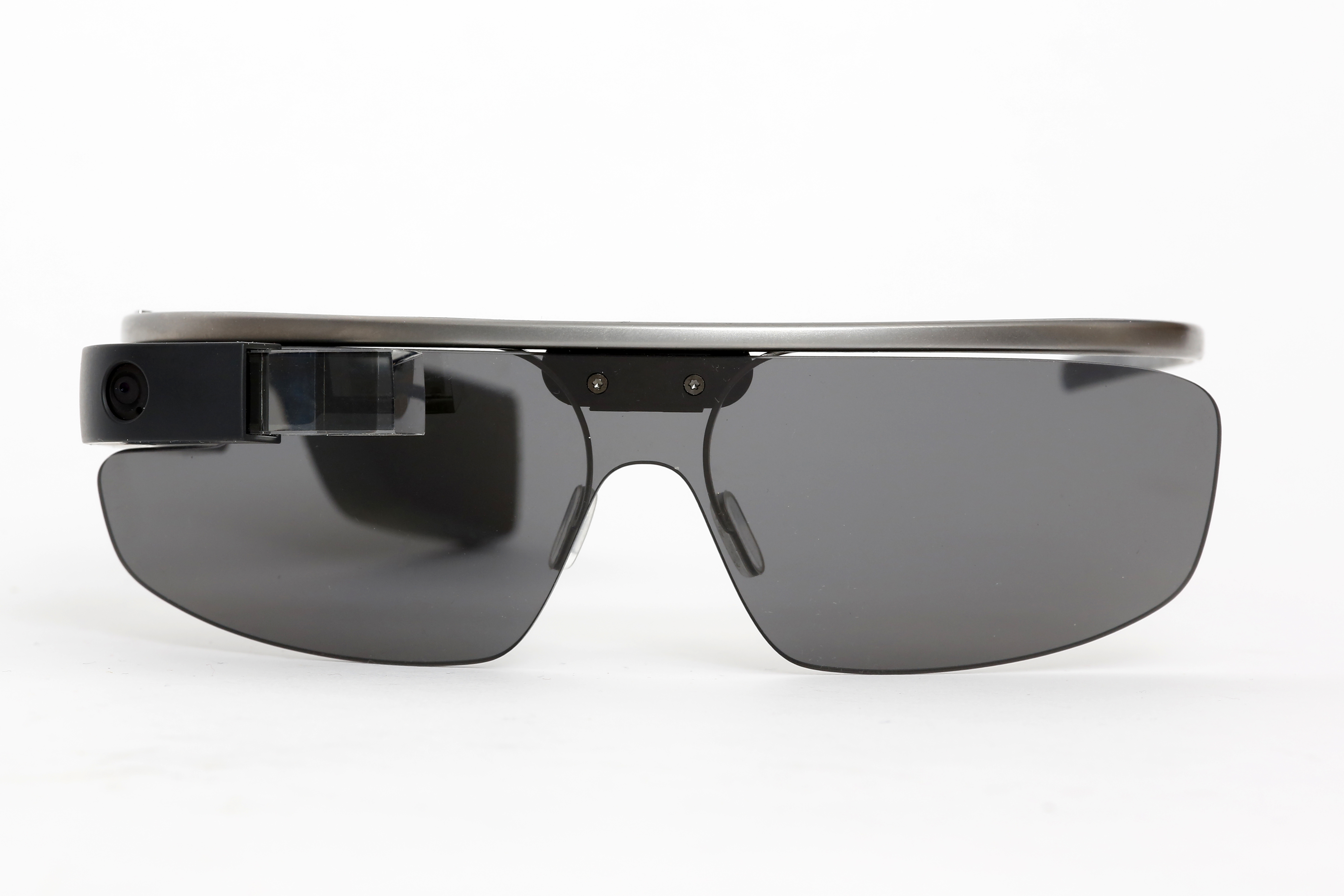
Zusammen mit Sonnenbrillen-Vorsatz

## Marktstart
Ab Mitte April 2014 waren in den USA einige Tausend Google Glass-Geräte als Testversion zu bestellen, auch um soziale Aspekte für Träger und Umwelt beurteilen zu können.
Im Januar 2015 stellte Google den Verkauf vorerst ein. Die im Jahr 2019 angebotene Glass Enterprise Edition 2 wurde bis 2023 für ca. 1100 US-Dollar angeboten.
Hierbei wurde die Akku-Laufzeit deutlich erhöht und ein USB-C Port zum schnellen Aufladen integriert.

## Technik
Google Glass ist ein winziger tragbarer Computer (Masse: 46 Gramm) mit
- Display mit 640 × 360 Pixel Auflösung (auch für Bewegtbilder)
- 5-V- und 1,5-A-Akku mit 820mAh Beladung mit USB Type-C, USB 2.0 480Mbps
- Qualcomm Quad Core, 1,7GHz und 3 GB Arbeitsspeicher (RAM) und 32 GB eMMC SSD-Speicher
- Mikrofon
- Sensoren: GPS, GLONASS, Licht, 3-Achsen-Gyroskop, 3-Achsen-Beschleunigungssensor, Blinzel-Sensor, Barometer, Gesichtserkennungs-Sensor, Erkennung ob das Display offen ist
- Antennen für Bluetooth LE und HID sowie WLAN Dualband 2,4 / 5 GHz 802.11a/b/g/n/ac
- Kamera mit 8 Megapixel und 720p, die während der Aufnahme eine rote LED leuchten lässt
- Lautsprecher ohne einst vorgesehene Knochenleitung
- Betriebssystem Android Oreo[13]

Das Bild wird von einem LCoS-Microdisplay erzeugt und über ein – für Glass namensgebendes – Glasprisma in das Blickfeld projiziert.
Die Google-Glass-Programmierschnittstelle „Mirror-API“, ist bislang teilweise veröffentlicht. Glass nutzt eine Representational State Transfer (REST) basierende Schnittstelle.
Dabei werden Texte, Bilder oder HTML-Ausschnitte („Snippets“) in einem JSON-Dokument übertragen. Die Authentifizierung erfolgt mit OAuth 2.0.

### Bedienung und Funktionen
Das Gerät schaltet sich durch eine leichte Kopfbewegung nach oben ein. Eine Berührung des Touchpads oder die Worte „OK, glass“ mit einem weiterführenden Kommando dienen der Funktionsauswahl. Zudem werden kontextabhängige Informationen von Google Now automatisch angezeigt.
Drittanbieter wie Evernote mit Skitch, Path und The New York Times wollen die Funktionalität von Glass um eigene Anwendungen erweitern. Auch ist es mit der Anwendung (MyGlass) für Smartphones mit dem Google-Betriebssystem Android möglich, Glass-Geräte digital anzusprechen und zu verwalten.

#### Lasertastatur
Google bekam ein Patent für eine Lasertastatur zu Google Glass vom Patentamt der USA (USPTO) zugesprochen. Hierzu projiziert die Brille über einen Laser eine virtuelle Tastatur auf die Handfläche des Nutzers. Damit kann er Anrufe entgegennehmen oder Nachrichten verfassen. Mit der Brillen-Kamera wird die Position des tippenden Fingers und das eingegebene Zeichen erkannt.

#### Augensteuerung
Glass-Träger können Fotos per Augenzwinkern schießen – auch mit abgeschaltetem Display.
Über die Software kann man die Datenbrille mit dem Smartphone einrichten und synchronisieren.

#### Gesichtserkennung
Die Gesichtserkennung sollte nach Konzernangaben ausgeschlossen werden. Glass soll Menschen anhand ihrer Kleidung mit Hilfe eines Spatiogramms – einer Datei mit Merkmalen wie Mustern, Strukturen und Farben – erkennen.
Erste Anwendungen zur Gesichtserkennung für Google Glass wurde im Mai 2013 angekündigt. Das Unternehmen Facial Network veröffentlichte Anfang 2014 eine Gesichtserkennungs-App, die neben Google Glass auch auf Smartphones laufen soll. Rund 15 Sekunden benötige das Programm, um unter 2,5 Millionen Personen-Bildern die gefilmte Person zu finden. Da Google bislang keine Gesichtserkennungs-Apps zulässt, wird die App zunächst nicht im Google Play Store angeboten.

## Marketing
Google Glass wurde im April 2012 in einem Video sowie bei der Entwicklerkonferenz Google I/O am 28. Juni 2012 vorgestellt. Prototypen für Entwickler, die „Explorer Edition“, wurden ab dem Februar 2013 zum Preis von 1500 US-Dollar angeboten. US-Entwickler konnten Prototypen bei der Google I/O vorbestellen.
Seit 2019 kostet das Gerät in den USA 999 US-Dollar.

## Rezeption

### Nutzen
Der ständige Zugriff auf das Internet oder auf Software, während die Hände für andere Zwecke freibleiben, ist in einigen Branchen vorteilhaft, etwa um Wartungsanleitungen in das Sichtfeld einzublenden. So könne die Intralogistik revolutioniert werden. Da Kommissionierer beide Hände frei haben, sei ein schnelleres Kommissionieren möglich. Der interne Computer ist mit 46 Gramm sehr leicht. Scott Huffman, Vizepräsident von Google, erklärte, man wolle die tastaturgestützte Kommunikation der Nutzer auf eine natürlichere Ebene bringen wie bei einem Assistenten.
Entwickler und Designer sahen Google Glass als einen entscheidenden Schritt in ein neues Zeitalter der Computernutzung an, das neuartige Anwendungen anstoßen kann.
Der amerikanische Journalist David Pogue kam nach einem Test des Geräts zu dem Schluss:

“[…] But if there’s anything at all as different and bold (as iPhone or iPad) on the horizon, surely it’s Google Glass.”

„[…] Wenn überhaupt irgend etwas so anderes und gewagtes (wie iPhone oder iPad) in Sicht ist, dann sicherlich Google Glass.“

Glass kann Polizisten helfen, Verdächtige aus Fahndungslisten per Gesichtserkennung zu erkennen. Weiterhin könne sich jeder freiwillig in einer Gesichtserkennungsdatenbank anmelden, um Zusatzangaben über sich anzubieten.
Das erste mit Google Glass lesbare Buch erschien am 8. Oktober 2014 im Europäischen Universitätsverlag. Das Buch ist als normales Papierbuch lesbar oder – angereichert mit Multimedia-Elementen – mit Google Glass, Kindle und Smartphones und Tablets der Plattformen iOS und Android.

### Datenschutz
Das Projekt stieß wegen der enormen Bedeutung Googles am Markt bereits vor Erreichen der Marktreife weltweit auf Kritik. Datenschützer wehren sich gegen die Einführung der Brille, weil sie unauffällig die Umgebung des Trägers ausspähen könne und alle Aufzeichnungen aller Nutzer auf konzerneigene Server übertragen könnte.
Auf Grundlage der Bedenken entstand das Schimpfwort „glasshole“ für Google-Glass-Nutzer – abgeleitet von „asshole“.
Die Kombination aus den technischen Möglichkeiten des Geräts mit der Marktmacht des Konzerns löst Bedenken aus. Das verdeckte Aufzeichnen von Bildern und Tönen im öffentlichen Raum und deren automatische Übermittlung auf Server des Konzerns verstößt nach Ansicht einiger Experten gegen das Recht auf informationelle Selbstbestimmung. Jeder Träger der Datenbrille übermittelt zudem seinen Standort über GPS und erlaubt so das Erstellen von Bewegungsprofilen.
Google wird nach mehreren Auseinandersetzungen und dem Verschleppen von Information zur konzerneigenen Datenschutzpolitik gegenüber der EU, vermutlichen Falschaussagen zur Datenerfassung bei Street View und den Vorwürfen, gegenüber staatlichen Behörden in den USA gelogen zu haben, von mehreren Seiten nicht mehr als vertrauenswürdig im Umgang mit privaten Daten eingestuft.
So verglich der Journalist Andrew Keen die Auswirkungen von Google Glass mit jenen der Automobil-Einführung und warnte:

“Neither Orwell nor Hitchcock at their most terrifyingly dystopian could have dreamt up Google Glass.”

„Weder Orwell noch Hitchcock hätten sich in ihren fürchterlichsten Dystopien Google Glass ausdenken können.“

So wird befürchtet, dass von Google gesammelte Daten der Anwender und jener, die diese beim Tragen mit der Brille aufnahmen, mit Gesichts- oder Spracherkennungssoftware über unbestimmte Zeit hinweg ausgewertet werden könnten.
Google versuchte, in den am 16. April 2013 vorgelegten API-Vorschriften für externe Software-Entwickler Datenschutzbedenken abzuschwächen, und verbietet diesen Entwicklern das Schalten von Werbung als auch das Weitergeben gesammelter Daten an Dritte, sofern nicht von Google erlaubt.
Verstärkt wurden die Befürchtungen bezüglich einer Auswertung mit Gesichts- und Spracherkennungssoftware, als im Sommer 2013 das Überwachungsprogramm PRISM des Geheimdienstes NSA bekannt wurde. Die Kooperation von Google mit dem Dienst legte die Vermutung nahe, dass sich die NSA Zugriff auf die von Glass aufgezeichneten Daten von Personen verschafft, die keine Staatsangehörigen der USA sind, und sie entsprechend auswertet. Matthew Yglesias schrieb im Magazin Slate zu den möglichen negativen Auswirkungen der Geheimdienstaktivitäten auf den Export von Hightech-Produkten:

“But Google Glass + NSA PRISM essentially amounts to a vision in which a foreign country is suddenly going to be flooded with American spy cameras. It seems easy to imagine any number of foreign governments having a problem with that idea.”

„Aber Google Glass + NSA PRISM führt (nun) grundsätzlich zu einer Vision, in der ein fremdes Land plötzlich von amerikanischen Spionagekameras überflutet wird. Es scheint leicht vorstellbar, dass jede ausländische Regierung mit dieser Vorstellung ein Problem hat.“

### Verbote
In der Ukraine ist der Verkauf und die Benutzung von Google Glass verboten, da die Geräte als Spionagetechnologie erfasst werden.
Als eines der ersten Spielkasinos verbot das Caesars Palace in Las Vegas das Tragen der Brille, da man im US-Bundesstaat Nevada keine Computer und Aufnahmegeräte in Casinos verwenden darf.

## Vergleichbare Entwicklungen
Head-Mounted Displays
- Vuzix, Golden-i, Laster Technologies, Recon Instruments und Si14 stellen Geräte mit ähnlicher Funktionalität her.
- Die Oculus Rift ist im Gegensatz zu Glass für virtuelle Realität ausgelegt.
- EyeTap, Prototyp
- Microsoft HoloLens
- Apple Vision Pro

Kontaktlinsen-Displays
- Forscher wie Professor Babak Parviz der Universität Washington beschäftigen sich mit Kontaktlinsen, die mittels eingebautem Display Informationen direkt vor dem Auge einblenden könnten.[42][43][44]